# Forges-les-Bains
Forges-les-Bains ist eine französische Gemeinde mit 4.138 Einwohnern (Stand: 1. Januar 2022) im Département Essonne der Region Île-de-France; sie gehört zum Arrondissement Palaiseau und zum Kanton Dourdan.
Die Einwohner werden Forgeois genannt.

## Geographie

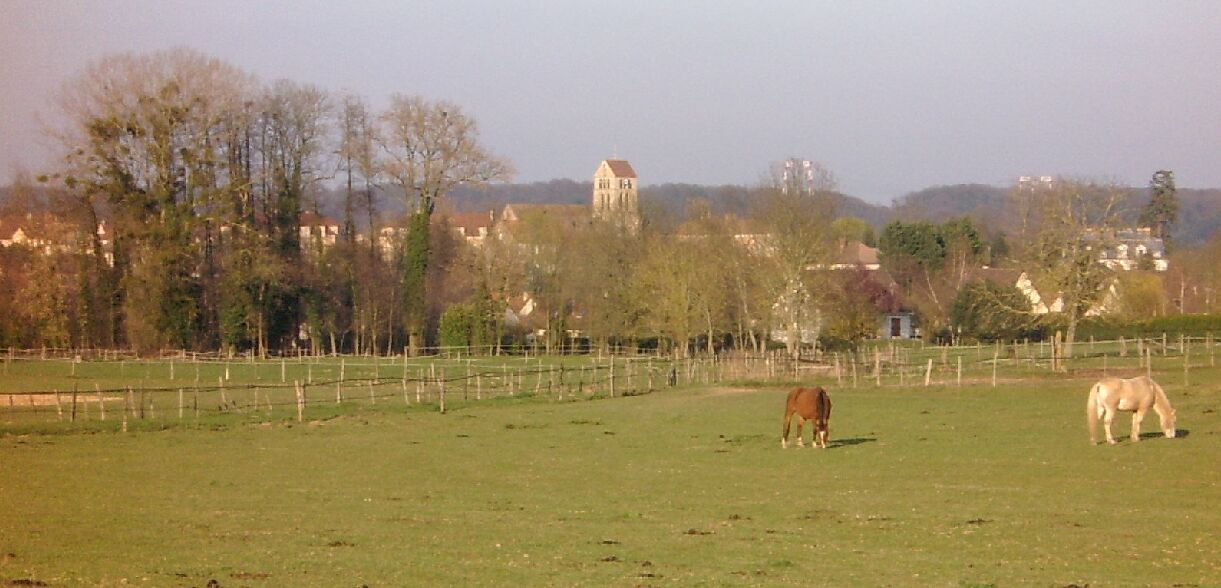
Blick auf Forges-les-Bains

Die Gemeinde gehört zum Regionalen Naturpark Haute Vallée de Chevreuse. Forges-les-Bains liegt etwa 25 Kilometer südwestlich von Paris in der Landschaft Hurepoix und wird umgeben von den Nachbargemeinden Limours im Norden, Briis-sous-Forges im Osten, Vaugrigneuse im Südosten, Angervilliers im Süden und Südwesten sowie Bonnelles im Westen.
Durch die Gemeinde führt (ohne Anschluss) die Autoroute A 10. An der östlichen Gemeindegrenze verläuft das Flüsschen Prédecelle.

## Bevölkerungsentwicklung
| Jahr      | 1962 | 1968 | 1975 | 1982 | 1990 | 1999 | 2006 | 2011 |
| Einwohner | 920  | 1164 | 1374 | 2017 | 2757 | 3229 | 3651 | 3748 |

## Sehenswürdigkeiten

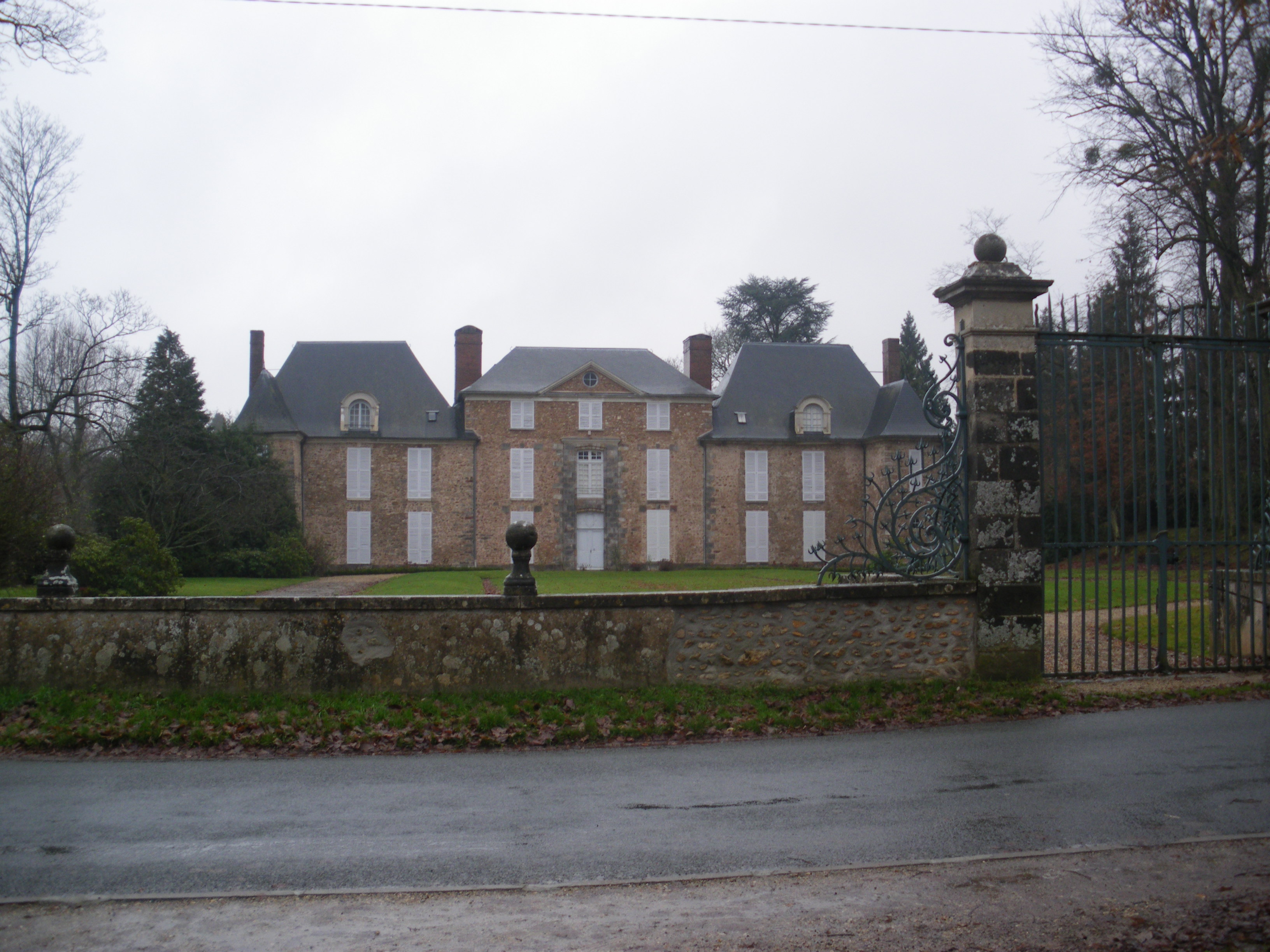
Schloss Forges-les-Bains

- Kirche Notre-Dame-de-l’Assomption-de-la-Très-Sainte-Vierge aus dem 12. Jahrhundert
- Schloss Forges-les-Bains aus dem 17. und 18. Jahrhundert, seit 1963 Monument historique
- Waschhäuser